# Pseudheleodromia helvetica
Pseudheleodromia helvetica är en tvåvingeart som beskrevs av Wagner 2001. Pseudheleodromia helvetica ingår i släktet Pseudheleodromia och familjen Brachystomatidae.
Artens utbredningsområde är Schweiz. Inga underarter finns listade i Catalogue of Life.